# Ville Varakas
Ville Varakas, född 13 februari 1984 i Helsingfors, är en finländsk före detta professionell ishockeyspelare som har spelat för Djurgården i SHL. 

## Klubbar
- HIFK Moderklubb–2005, 2006, 2012–2013, 2017–2021
- Pelicans 2004–2005 (lån)
- Orli Znojmo 2005
- HC Olomouc 2005–2006
- Vasa Sport 2006–2007
- KalPa 2007–2010
- Esbo Blues 2010–2012
- Växjö Lakers 2013–2016
- Djurgårdens IF 2016-2017